# Jezero Kavaguči
35° 30′ 54″ N 138° 45′ 24″ E / 35.51500° С; 138.75667° И
Jezero Kavaguči (河口湖 ) je jezero u blizini planine Fudži u Japanu i jedno je od Pet jezera Fudžija. Nalazi se u gradu Fudžikavagučiko koji je železnicom i direktnim autobuskim linijama dobro povezan sa centralnim Tokiom.

## Spoljašnje veze
- Zvanična prezentacija (језик: јапански)